# Nidalia simpsoni
Nidalia simpsoni är en korallart som först beskrevs av Thomson och Dean 1931.  Nidalia simpsoni ingår i släktet Nidalia och familjen Nidaliidae. Inga underarter finns listade i Catalogue of Life.